# Guatlla pintada de Sumba
La guatlla pintada de Sumba (Turnix everetti) és una espècie d'ocell de la família dels turnícids (Turnicidae) que habita les praderies de Sumba, a les illes Petites de la Sonda.